# 科林斯鎮區 (密蘇里州聖克萊爾縣)
科林斯鎮區（英語：Collins Township）是位於美國密蘇里州聖克萊爾縣的一個行政鎮區。

## 地方資料
科林斯鎮區的面積為101.82平方千米，當中陸地面積為101.28平方千米，而水域面積為0.54平方千米。根據2020年美國人口普查的數據，當地共有人口645人，而人口密度為每平方千米6.33人。